# Blaževići
 Ovo je glavno značenje pojma Blaževići. Za jedno od hrvatskih plemena, iz skupine Bunjevaca pogledajte Blaževići (pleme).
Blaževići su naseljeno mjesto u općini Grude, Federacija BiH, BiH.

## Stanovništvo

### 1991.
Nacionalni sastav stanovništva 1991. godine, bio je sljedeći:
ukupno: 209
- Hrvati – 209

### 2013.
Nacionalni sastav stanovništva 2013. godine, bio je sljedeći:
ukupno: 167
- Hrvati – 166
- Bošnjaci – 1